# Antandrus
Antandrus (łac. Dioecesis Antandrinus) – stolica historycznej diecezji w Cesarstwie Rzymskim (prowincja Azja), współcześnie w Turcji. Wzmiankowana po raz pierwszy w V wieku. Od początku XX w. katolickie biskupstwo tytularne (wakujące od 1966).

## Biskupi tytularni
| Lp. | Biskup                     | Funkcja                               | Od                   | Do                  |
| --- | -------------------------- | ------------------------------------- | -------------------- | ------------------- |
| 1   | Georg Weig SVD             | wikariusz apostolski Qingdao (Chiny)  | 15 czerwca 1928      | 3 października 1941 |
| 2   | Jean-Baptiste Claudel CSsR | wikariusz apostolski Reyes (Boliwia)  | 14 lipca 1943        | 12 grudnia 1955     |
| 3   | Léon Elchinger             | biskup koadiutor Strasburga (Francja) | 26 października 1957 | 30 grudnia 1966     |